# Biblioteca Casanatense
La Biblioteca Casanatense è una biblioteca aperta nel 1701 presso il convento domenicano di Santa Maria sopra Minerva a Roma.

## Storia
Nata come biblioteca pubblica, ebbe come primo nucleo la collezione formata da circa 25.000 volumi che il cardinale Girolamo Casanate (1620-1700) donò, insieme con la somma di 160.000 scudi, con un testamento del 5 ottobre 1698, per realizzare una grande biblioteca romana affidata ai domenicani.
L'edificio che ospita la biblioteca fu appositamente costruito, secondo la volontà dello stesso Casanate, all'interno del complesso della Minerva, su progetto dell'architetto Antonio Maria Borioni.
Con successive acquisizioni la biblioteca si arricchì di opere riguardanti sia le tradizionali discipline religiose e teologiche che studi di filosofia e diritto romano, di economia e opere riguardanti la città di Roma.
Fu tra le più importanti biblioteche romane e tra i suoi curatori risalta la figura di Giovanni Battista Audiffredi (1714-1794). 

### Il collegio casanatense
Il cardinale Casanate nominò una commissione per l'istituzione della biblioteca formata dal maestro generale dell’ordine dei predicatori, il maestro del sacro palazzo apostolico, il commissario generale del Sant'Uffizio, il Segretario della Congregazione dell'Indice, il procuratore generale domenicano ed il priore della Minerva. Stabilì inoltre che l'amministrazione della biblioteca fosse separata da quella del convento, nonché finanziata dalle rendite dirette in eredità. Scopo dell'istituzione era lo studio filosofico e teologico, nonché l'arricchimento del catalogo.
La commissione stabilì la creazione di un collegio formato esclusivamente da studiosi domenicani: un primo bibliotecario (e prefetto), un secondo bibliotecario coadiutore; due cattedratici teologi, col compito di tenere lezioni sul tomismo e San Tommaso; sei teologi riuniti collegialmente per lo studio teologico, rispettivamente di cittadinanza e lingua italiana, francese, spagnola, belga e tedesca.

### Dopo l'Unità d'Italia
Dopo il 1872, essendo stata estesa anche a Roma la legge sull'eversione dell'asse ecclesiastico, la biblioteca passò all'Amministrazione dello Stato Italiano, sotto la guida di Carlo Gargiolli. Importante fu, anche, la lunga direzione di Ignazio Giorgi, iniziata nel 1893, che introdusse miglioramenti organizzativi e inaugurò due nuove sale di lettura.
Oggi la Biblioteca Casanatense è un Istituto periferico del Ministero dei beni e delle attività culturali.

## Patrimonio
Allo stato attuale la collezione della biblioteca contiene circa 400.000 volumi, 6.000 manoscritti e 2.200 incunaboli. Fanno parte del vastissimo patrimonio della biblioteca anche 90 manoscritti del violinista Niccolò Paganini e l'archivio del pianista Giovanni Sgambati.

## Cronologia dei prefetti e direttori

### Prefetti domenicani

#### Dal 1700 al 1800
- Raffaele Maria Filamondo: dal 1700 al 1705
- Carlo Giacinto Lascaris: dal 1705 al 1711
- Giovanni Benedetto Zuanelli: dal 1711 al 1728
- Tommaso Minorelli: dal 1728 al 1733
- Giandomenico Agnani: dal 1733 al 1746
- Pio Tommaso Schiara: dal 1746 al 1759
- Giovanni Battista Audiffredi: dal 1759 al 1794
- Francesco Saverio Timoni: dal 1794 al 1798

#### Dal 1800 al 1877
- Giacomo Alberto Magno: dal 1802 al 1840
- Giacinto de Ferrari: dal 1840 al 1850
- Pier Domenico Modena: dal 1850 al 1866
- Vincenzo Maria Gatti: dal 1866 al 1870
- Girolamo Pio Saccheri: dal 1870 al 1872
- Pio Tommaso Masetti: dal 1872 al 1884 (dal 1873 riconosciuto solo dai domenicani)
- Gilberto Govi: dal 1873 al 1878
- Enrico Narducci (reggente): dal 1875 al 1877

### Direttori
- Bartolomeo Podestà: dal 1878 al 1879
- Carlo Castellani: dal 1879 al 1880
- Luigi Cremona (commissario): dal 1880 al 1881
- Domenico Gnoli: dal 1881 al 1884
- Carlo Gargiolli: dal 1884 al 1885
- Edoardo Alvisi: dal 1886 al 1893
- Ignazio Giorgi: dal 1893 al 1923
- Tommaso Gnoli: dal 1924 al 1925
- Luigi De Gregori: dal 1925 al 1936
- Ada Caputi Moricca: dal 1936 al 1952
- Giovanni Masi: dal 1952 al 1957
- Pierina Fontana: dal 1958 al 1964
- Marcella Bozza Mariani: dal 1964 al 1970
- Maria Teresa Gnoli: dal 1970 al 1976
- Alfredo Serrai: dal 1976 al 1979
- Francesca Di Cesare: dal 1979 al 1983
- Neda Janni: dal 1983 al 1990
- Angela Adriana Cavarra: dal 1990 al 2001
- Gianni Bonazzi: dal 2002 al 2004
- Angela Adriana Cavarra: dal gennaio 2005

### Cronologia dei cattedratici
- Antonin Massoulié (1700-1702)
- Gregorio Sellari (1702-1707)
- Antonio Bardon (1707-1726)
- Vincenzo Maria Ferretti (1726-1732)
- Giacinto Federico Toccoli (1732-1740 deceduto)
- Andrea Monzoni (1740-1756)
- Vincenzo Dinelli (1756-1760 dimesso)
- Andrea Héraud (1760-1767 deceduto)
- Giacinto Maria Bonfigli (1767-1779)
- Giacomo Bodkin (1779-1786 deceduto)
- Vincenzo Traffani (1786-1791 deceduto)
- Tommaso Maria Mancini (1791-1799 deceduto)
  - Tommaso Natta (1798-1799) (secondo cattedratico)
- sede vacante
- Giacinto de Ferrari (1850-1859)
- Filippo Maria Guidi (1859-1863)
- (...)[3]